# 杰马尔·比耶迪奇
杰马尔·比耶迪奇（1917年4月22日—1977年1月18日），穆斯林，是南斯拉夫的党和国家领导人，南斯拉夫共产主义者联盟中央执行委员会委员，波斯尼亚和黑塞哥维那社会主义共和国国民议会主席，南斯拉夫社会主义联邦共和国联邦执行委员会主席。1974年，因为铁托总统的提名，破例连任总理。

## 生平
1917年，出生于南斯拉夫波斯尼亚和黑塞哥维那莫斯塔尔市的商人家庭。
1938年，入团。
1939年，入党。
1940年，任南斯拉夫共青团黑塞哥维那省委书记。
1941年，参加组织波黑游击队，任南共莫斯塔尔区委书记、萨拉热窝地委书记、图兹拉州州委书记。
1945年，任波黑内务部副部长、共和国政府秘书长。
1948年，任波黑塞哥维那共产主义者联盟中央宣传鼓动部长、波斯尼亚和黑塞哥维那共盟莫斯塔尔市委书记。
1957年，任波斯尼亚和黑塞哥维那人民共和国执行委员会委员、波斯尼亚和黑塞哥维那人民共和国国民议会副主席。他还是波斯尼亚和黑塞哥维那共产主义者联盟中央委员、中央执行委员会委员。
1958年，南斯拉夫共产主义者联盟第七次代表大会时当选为南共联盟中央委员。
1960年，历任南斯拉夫联邦执行委员会委员兼联邦立法委员会主席、联邦劳动、公共卫生和社会保障委员会主席、南斯拉夫联邦议会宪法委员会委员、联邦议会秘书长。
1967年，任波黑议会主席。
1971年，任南斯拉夫联邦执行委员会主席兼任内务部长。
1974年，南共十大，为中央委员、中央主席团委员、联邦国防委员会委员。
1977年，因飞机失事，去世。